# Francisco Delgado (juez)
Francisco Delgado o Francisco Delgado Álvarez (Mendoza, Argentina, 1795-Buenos Aires, 11 de septiembre de 1875) fue un senador, jurista y ministro de la Corte Suprema de Justicia de Argentina.

## Biografía
Estudió en el Colegio Montserrat de la ciudad de Córdoba y luego en la Universidad de la misma ciudad. Fue representante de su provincia en el Congreso que en 1824 se reunió en Buenos Aires. De ides contrarias a Rosas, después que en 1929 el general José María Paz tomó el control de la provincia, fue nombrado magistrado, pero al ser derrotado Paz debe exiliarse en Chile. A su regreso al país en 1854 fue elegido senador por su provincia y ese mismo año el presidente Justo José de Urquiza lo nombró para integrar la Corte Suprema de Justicia de la Confederación Argentina, cargo que no llegó a ocupar. En 1862 fue nuevamente elegido senador nacional por Mendoza, cargo que abandonó cuando por decreto del 18 de octubre de 1862 el presidente de la Nación Bartolomé Mitre lo designó para integrar la primera Corte Suprema de Justicia de la Nación como uno de sus miembros y prestó juramento el 15 de enero de 1863. Ejerció el cargo que desempeñó hasta su fallecimiento ocurrido el 11 de septiembre de 1875. 